# Katedrála svatého Havla a Otmara (St. Gallen)
Katedrála svatého Havla a Otmara je římskokatolický kostel ve městě St. Gallen, ve Švýcarsku. Stojí vedle opatství svatého Havla, jehož je součástí. Celý areál opatství je zapsán na seznamu světového kulturního dědictví UNESCO. V roce 1847 se stal sídelním chrámem diecéze St. Gallen.